# Salvatore Nunnari

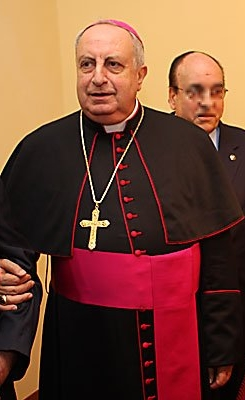
Erzbischof Salvatore Nunnari von Cosenza-Bisignano

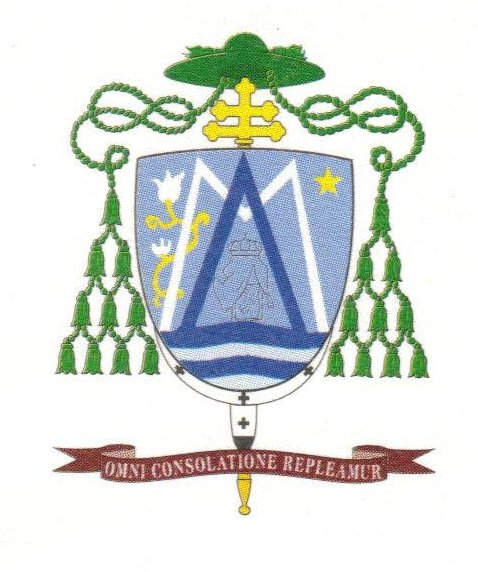
Wappen als Erzbischof von Cosenza-Bisignano

Salvatore Nunnari (* 11. Juni 1939 in Reggio Calabria, Provinz Reggio Calabria, Italien) ist ein römisch-katholischer Geistlicher und emeritierter Erzbischof von Cosenza-Bisignano.

## Leben
Salvatore Nunnari besuchte das erzbischöfliche Gymnasium in Reggio Calabria und das Regionalseminar Pius XI. in Reggio Calabria. Er empfing am 12. Juli 1964 das Sakrament der Priesterweihe. Danach setzte Nunnari seine Studien an der Theologischen Fakultät Ignatianum in Messina fort und erwarb ein Lizenziat im Fach Pastoraltheologie.
Anschließend begann er eine journalistische Tätigkeit. Salvatore Nunnari war zwölf Jahre als Publizist und nationaler Rat der Federazione Nazionale Stampa Italiana (FNSI) tätig. Er war zudem Vizepräsident des Ordine dei giornalisti in Kalabrien. Bis 1975 war Nunnari zusätzlich Kaplan in der Pfarrei Santa Maria del Divin Soccorso und er unterrichtete Religion an der staatlichen Mittelschule. Von 1970 bis 1972 war er zudem Assistent der diözesanen Studentenbewegung der Katholischen Aktion. 1972 wurde Salvatore Nunnari Sekretär des Priesterrates des Erzbistums Reggio Calabria-Bova. Von 1975 bis 1983 war er Assistenz-Priester in der Pfarrei Santa Maria del Divin Soccorso und provinzialer Rat von der Organisation Coldiretti. 1983 wurde Nunnari Pfarrer der Pfarrei Santa Maria del Divin Soccorso. Zudem war er Vorsitzender der Kommission für die soziale Pastoral und Bischofsvikar für die Koordinierung der diözesanen Pastoral.
Am 30. Januar 1999 ernannte ihn Papst Johannes Paul II. zum Erzbischof von Sant’Angelo dei Lombardi-Conza-Nusco-Bisaccia. Die Bischofsweihe spendete ihm am 20. März desselben Jahres der Erzbischof von Reggio Calabria-Bova, Vittorio Luigi Mondello; Mitkonsekratoren waren der Erzbischof von Benevent, Serafino Sprovieri, und der Bischof von Aversa, Mario Milano. Am 18. Dezember 2004 ernannte ihn Papst Johannes Paul II. zum Erzbischof von Cosenza-Bisignano. Papst Benedikt XVI. bestellte ihn am 10. August 2010 für die Dauer der bis zum 12. Mai 2012 währenden Sedisvakanz zudem zum Apostolischen Administrator der Eparchie Lungro.
In der Italienischen Bischofskonferenz war Salvatore Nunnari bis zu seinem Rücktritt Mitglied der Kommission für soziale Probleme und Arbeit und der Kommission für Gerechtigkeit und Frieden.
Am 15. Mai 2015 nahm Papst Franziskus seinen altersbedingten Rücktritt an.

## Ehrungen
- Großkreuz des Verdienstordens der Italienischen Republik